# Öppen främre rundad vokal
Öppen främre rundad vokal är ett språkljud. Det skrivs i fonetisk skrift med IPA-tecknet [ɶ]. Både den korta och den långa varianten av det svenska /ö/-fonemet realiseras som [ɶ] när det står framför /r/, exempelvis i ordet "öra".